# 1738 en science
| Années de la science : 1735 - 1736 - 1737 - 1738 - 1739 - 1740 - 1741    |
| Décennies de la science : 1700 - 1710 - 1720 - 1730 - 1740 - 1750 - 1760 |

Cet article présente les faits marquants de l'année 1738 en science.

## Événements

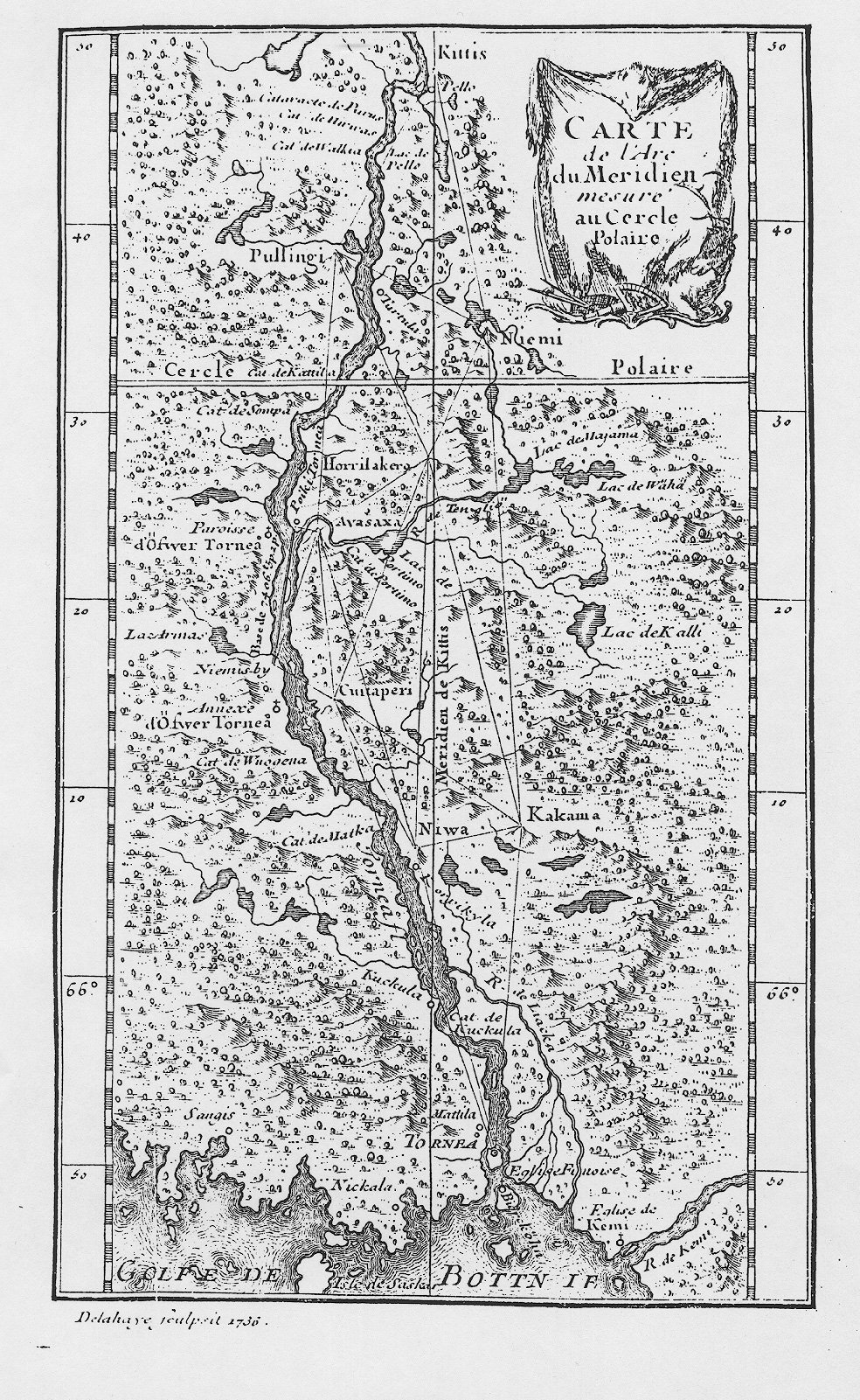
Carte des sites des mesures prise par Maupertuis en Laponie pour La Figure de la Terre

- 14-16 mars : une commission de l’Académie des sciences de Paris est chargée de calculer la vitesse du son par une série d'expérience. Elle détermine le rapport entre vitesse du son et intensité du vent[1].
- 24 juin : Lewis Paul et John Wyatt obtiennent un brevet pour une machine à filer le coton[2].
- 1er juillet : William Champion de Bristol brevète un procédé d'extraction du zinc à partir de calamine[2].
- 22 octobre : ouverture du chantier des fouilles d’Herculanum sur ordre de Charles de Bourbon[3].

- Premières fouilles de la Fontaine de Nîmes[4].

## Publications

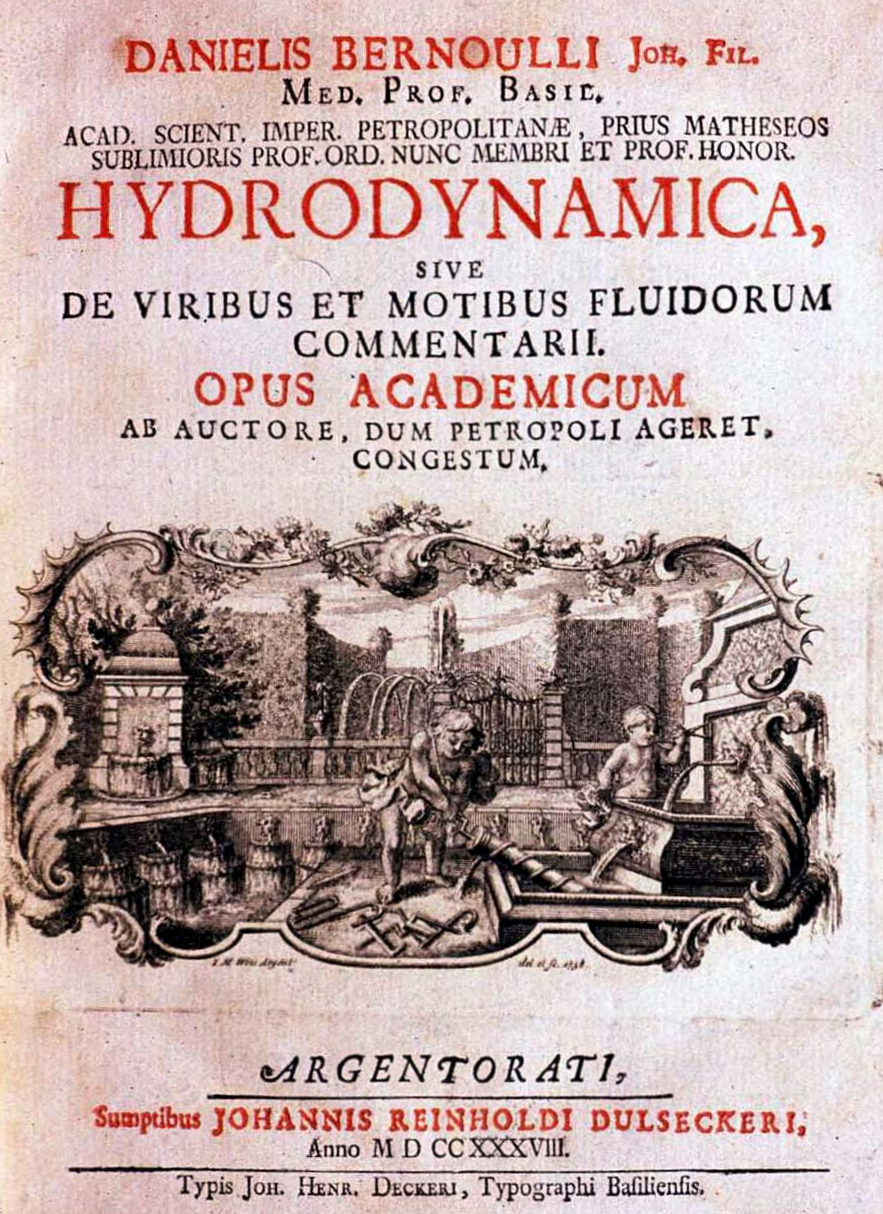
Hydrodynamica

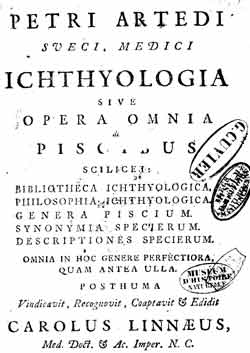
Page de titre de l'œuvre posthume de Peter Artedi.

- Francesco Algarotti, Le newtonianisme pour les dames, (en ligne : t. I ; t. II) ; un des nombreux ouvrages de vulgarisation « pour les dames » qui paraissent au XVIIIe siècle.
- Peter Artedi : Ichthyologica, ouvrage posthume, publié par Linné.
- Daniel Bernoulli : Hydrodynamica : exposition du théorème fondamental de la mécanique des fluides, le théorème de Bernoulli.
- Joseph-Nicolas Delisle : Mémoires pour servir à l'histoire et aux progrès de l'Astronomie, de la Géographie et de la Physique.
- Nicolas Dutot, économiste français :Réflexions politiques sur les finances et le commerce, La Haye.
- Carl von Linné : Hortus Cliffortianus, traité de botanique.
- Voltaire :' 'Éléments de la philosophie de Newton, ouvrage de vulgarisation (avril 1738).
- La Figure de la Terre, déterminée par les Observations de Messieurs Maupertuis, Clairaut, Camus, Le Monnier & de M. l'Abbé Outhier, accompagnés de M. Celsius., Paris, Imprimerie royale.

## Prix
- Médailles de la Royal Society
  - Médaille Copley : James Valoue (en), pour l'invention d'un engin utilisé pour l'érection des piles d'un pont à Westminster.

## Naissances
- 28 mai : Joseph Ignace Guillotin (mort en 1814), médecin et homme politique français.
- 24 juin : Johann Friedrich Wilhelm Toussaint von Charpentier (mort en 1805), géologue et alpiniste allemand.
- 7 juillet : Franz Joakim von Aken (sv) (mort en 1798), chimiste suédois.
- 1er août : Gustaf von Engeström (sv) (mort en 1813), chimiste et minéralogiste suédois.
- 20 août :
  - Charles François de Bicquilley (mort en 1814), militaire, philosophe et mathématicien français.
  - Jean-Nicolas Céré (mort en 1810), botaniste et agronome français.
- 15 novembre : William Herschel (mort en 1822), astronome germano-britannique.
- 25 novembre : Thomas Abbt (mort en 1766), mathématicien, philosophe et écrivain allemand.

- Richard Chandler (mort en 1810), helléniste et archéologue britannique.

## Décès
- 6 janvier : Jean-Baptiste Labat (né en 1663), missionnaire dominicain, botaniste, ethnographe, explorateur, militaire, ingénieur et écrivain français.
- 30 janvier : Benoît de Maillet (né en 1656), consul de France en Égypte et inspecteur des Établissements français au Levant, est l'auteur d'une théorie sur l'évolution de la Terre.
- 8 mars : Johannes Gaspar Scheuchzer, médecin et botaniste suisse.
- 21 juin : Lord Townshend, agronome britannique (1674-1738, dit lord Turnip), qui vulgarisa l’introduction d’une culture à la place de la jachère et les systèmes d’assolement complexe. Les jachères sont remplacées par des plantes sarclées (navet, pomme de terre, betterave) ou des plantes fertilisantes (trèfles et luzerne). Ces cultures permettent de nourrir la population et de développer l’élevage.
- 23 septembre : Herman Boerhaave (né en 1668), physicien néerlandais.
- 24 octobre : Johannes de Buchwald (né en 1658), chirurgien danois.